# Thich Nhat Hanh
Thích Nhất Hạnh (geboren als Nguyễn Xuân Bảo) (Huế (Unie van Indochina), 11 oktober 1926 – Huế (Vietnam), 22 januari 2022)  was een Vietnamese boeddhistische monnik, vredesactivist, dichter en schrijver die als banneling een groot deel van zijn leven in Frankrijk heeft gewoond. 
Zijn leven lang zette hij zich in voor vrede, geweldloosheid en het verlichten van het lijden. Kranten noemden hem de invloedrijkste boeddhist van de voorbije eeuw, na de Dalai lama.
In de jaren zeventig bracht hij de westerse wereld in aanraking met het begrip mindfulness, waarover hij in 1975 het boek The Miracle of Mindfulness publiceerde. Hij heeft meer dan honderd boeken op zijn naam staan.

## Biografie
Thich Nhat Hanh is altijd zijn eigen weg gegaan. Tegen de zin van zijn ouders werd hij in 1942 monnik en hij stopte met een opleiding op een boeddhistische academie omdat daar geen moderne vakken werden onderwezen. Hij studeerde natuurkunde aan de Universiteit van Saigon, gaf een humanistisch tijdschrift uit en stichtte diverse communes.
Tussen 1960 en 1963 studeerde hij vergelijkende cultuurwetenschappen aan de Princeton-universiteit in de Verenigde Staten. Daarna stichtte hij de SYSS (School for Youth Social Service) in Saigon, die slachtoffers van de Vietnamoorlog hielp met de wederopbouw van hun gebombardeerde dorpen.
Ondanks ernstige politieke tegenwerking richtte hij in 1964 de boeddhistische Van Hanh Universiteit op in Vietnam. Omdat hij weigerde partij te kiezen maakte hij zowel vijanden in Noord- als Zuid-Vietnam. Zijn commune kwam zelfs onder vuur van Zuid-Vietnamese soldaten en er werd een aanslag op zijn leven gepleegd.
Toen in 1966 de oorlog in Vietnam verder escaleerde verliet hij het land en maakte een reis naar 19 landen om de vrede te bepleiten. Met als gevolg dat hij tot persona non grata werd verklaard. Hij mocht 39 jaar niet naar zijn vaderland terugkeren, maar hij droomde er iedere nacht van om naar huis te kunnen gaan.
Tijdens zijn reizen naar de VS pleitte hij voor vrede en kwam in contact met Martin Luther King , die Thich in 1967 nomineerde voor de Nobelprijs voor de Vrede vanwege zijn pacifistisch activisme. Ondanks Kings krachtige aanbeveling besloot het comité, evenals het jaar daarvoor, helemaal geen prijs toe te kennen.
Thich bleef zich onverminderd voor Vietnamese bootvluchtelingen inzetten en richtte zijn spirituele activiteiten voortaan op de Westerse wereld.

## Terugkeer uit ballingschap
Vanaf 1966 tot aan zijn dood leidde hij een monastieke gemeenschap en lekengroep 'Order of Inter-Being' (in het Vietnamees Tiep Hien), die onderricht geeft in het trainen van aandacht en geëngageerd boeddhisme. In 1972 werd hij politiek vluchteling in Frankrijk. In 1982 stichtte hij het boeddhistische centrum Plum village, een meditatiegemeenschap in de Dordogne. Hij stichtte kloosters in New York, Parijs, Hongkong, Australië en zijn geboorteland Vietnam.
In januari 2005 kon hij na  bijna 40 jaar voor het eerst sinds het begin van zijn ballingschap een bezoek brengen aan Vietnam, waar hij retraites leidde en boeddhistische leiders ontmoette. In 2008 ging hij een tweede keer. Hij gaf lezingen in het hele land, die de nodige internationale aandacht opleverden. Zijn critici verweten hem dat hij het beleid van de Communistische Partij ten aanzien van vrijheid van godsdienst legitimeerde, terwijl die juist onderworpen is aan controle van de staat.
Op 11 november 2014 werd hij met een ernstige hersenbloeding opgenomen op de intensive-careafdeling van een ziekenhuis in Bordeaux. Op 3 januari 2015 werd medegedeeld dat hij officieel uit zijn coma was ontwaakt en gezichten van dierbaren kon herkennen. Sindsdien kon hij niet meer spreken, maar bleef hij actief als spiritueel leider. Hij bracht geruime tijd in de VS door voor medische consulten. In november 2018 mocht hij van de Vietnamese autoriteiten terugkeren naar zijn root temple Tu Hieu in Vietnam, met de wens om daar zijn laatste levensdagen door te brengen.
Hij overleed op 22 januari 2022 na complicaties van zijn beroerte zeven jaar eerder.

## Geen geboorte en geen dood
In een lezing uit 2014 spreekt Thich zich uit over de angst voor de dood. De gedachte aan geen geboorte en geen sterven lijkt ons te veroordelen tot het eeuwige leven. Voor velen is dat geen oplossing maar een probleem en een reden tot wanhoop, angst en verveling. Thich onderscheidt twee soorten mensen: diegenen die eeuwig willen leven en bang zijn om dood te gaan. Sinds het begin van de mensheid zijn ze op zoek naar onsterfelijkheid. Deze wens ontstaat door de angst om in het niets te verdwijnen, om er niet meer te zijn. We willen niet overgaan van het rijk van het zijn naar de staat van het niet-zijn en koesteren de angst om dood te gaan.
Aan de andere kant zijn er mensen, die het leven moe zijn. In de loop van de jaren raken ze verveeld en vinden zelfs het leven ondragelijk. Daarom willen zij er niet meer zijn en sommigen denken dat zelfmoord een einde aan het lijden maakt. Maar, zegt Thich, deze wens is gebaseerd op de verkeerde overtuiging dat er zoiets bestaat als het niet-zijn, het niet-bestaan. Het juiste inzicht is dat geboorte en dood altijd samengaan. Het één bestaat niet zonder het ander. Het is een wetmatigheid die je alleen maar ziet, wanneer je er dieper over nadenkt. 
Net als links en rechts zijn het constructies in ons brein, maar niet in de werkelijkheid. We gedragen ons alsof we weten, wat de realiteit is en dat we ons daartoe moeten zien te verhouden, maar het zijn slechts gewaarwordingen.
Het zelf, de ziel, de geest blijven niet voor altijd hetzelfde. Net zoals niets hetzelfde is op twee opeenvolgende momenten. Zoals de tijd verstrijkt met het tikken van de secondewijzer of de vorm van de bladeren in een boom verandert met het waaien in de wind.
Leven is (soms) lijden. Meditatie leert je om afstand te nemen van je angsten. Dan ervaar je vrede, voel je je licht en bent niet langer bang. Je ziet dat alles zich voortdurend vernieuwt en het leven krijgt daardoor zin.

## Van jezelf houden
Iemand vroeg hem, hoe je van jezelf kunt houden. De basis vormt, volgens Thich, een rustige ademhaling. Daarna daalt het besef in van het eigen lichaam, dat voelt en lijdt. Op zo’n moment vallen lichaam en geest samen in het moment. De pijn en de spanning, die zich in de loop van de tijd heeft opgestapeld, kunnen zich ontladen. Daarna ontstaat er ruimte voor het leed van anderen en vermindert de eigen lijdensdruk. Thich zegt, dat je niet van anderen kunt houden, wanneer je niet van jezelf houdt.

## Filmografie
Walk With Me (2017) is een meditatieve film over een gemeenschap van zenboeddhistische monniken en nonnen die hun leven hebben gewijd aan het beheersen van de kunst van mindfulness met hun wereldberoemde leraar Thich Nhat Hanh. Achtergrondstem is die van acteur Benedict Cumberbatch - (en)   Walk with me in de Internet Movie Database
- Bibsys: 90932844
- Biblioteca Nacional de España: XX845135
- Bibliothèque nationale de France: cb12175951n (data)
- Catàleg d'autoritats de noms i títols de Catalunya: 981058525805706706
- CiNii: DA0426538X
- Gemeinsame Normdatei: 10775035X
- International Standard Name Identifier: 0000 0001 2142 5823
- Library of Congress Control Number: n50006399
- Nationale Bibliotheek van Letland: 000236676
- MusicBrainz: cc17b2f1-da45-412d-8e57-8d1a83d6d342
- Bibliotheek van het Japanse parlement: 00515237
- Nationale Bibliotheek van Tsjechië: jn20010525041
- Nationale bibliotheek van Australië: 35515543
- Nationale Bibliotheek van Israël: 987007594510105171
- Nationale Bibliotheek van Polen: a0000001160783
- Nationale en Universitaire bibliotheek Zagreb: 000203623
- Nederlandse Thesaurus van Auteursnamen: 073835749
- Istituto Centrale per il Catalogo Unico: LO1V134069
- LIBRIS: 196230
- SNAC: w6c8351n
- Système universitaire de documentation: 030319218
- Trove: 981005
- Virtual International Authority File: 87670142
- WorldCat: E39PBJrwXj4qFQCfdQthxBqbBP